# Nele Gilis
Nele Gilis (Mol, 20 februari 1996) is een Belgische professionele squashspeelster.

## Levensloop
Nele Gillis is de zus van Tinne en Jo Gilis. Momenteel heeft zij een relatie met de professionele squashspeler Paul Coll.
Gilis werd in 2019 voor het eerst Europees kampioene in Boekarest. Eerder behaalde ze één zilveren (2016) en twee bronzen medailles (2017 en 2018). Gilis stond in januari 2017 38e op de wereldranglijst en 28e op de World Series Ranking. In 2016 kwam ze uit in de halve finales van het EK tegen haar zus Tinne en streden zo als eerste Belgische ooit om de finale plaats. Nele won met 11-4, 11-6 en 12-10 en veroverde zo de finale plaats tegen de Franse Camille Serme. Maar verloor deze wedstrijd met 8-11, 11-7, 11-4 en 11-5.

## Palmares

### Kampioenschappen
- 2011:  BK[5]
- 2013:  BK[6]
- 2014:  BK[7]
- 2015:  BK[8]
- 2016:  EK[9] in Praag[4]
- 2017:  BK[10]
- 2017:  EK[11] in Nottingham
- 2018:  EK[12] in Graz
- 2019:  BK[13]
- 2019:  EK[14][15] in Boekarest
- 2020:  BK[16]

### PSA Tour
- 2015:  London Open Engeland[17]
- 2015:  LiveStuff Open USA[18]
- 2015:  Edinburgh Open Schotland[19]
- 2016:  Paderborn Open Duitsland[20]